# Kazimír Bezek
Kazimír Bezek (pseudonymy Ivan Žiar, Peter Blín, Peter Civrun) (31. srpna 1908, Žibritov – 14. prosince 1952, Praha) byl slovenský básník, dramatik a veřejný činitel.

## Životopis
Narodil se v rodině evangelického faráře Jana Bezeka a jeho manželky Ludmily, rozené Cimrákové. Vzdělání získával v Liptovském Mikuláši, na lyceu v Nîmes ve Francii a v letech 1928–1936 na právnické fakultě Karlovy univerzity v Praze. Pracoval u Československých drah v Praze, v letech 1939–1942 působil na Ministerstvu dopravy a veřejných prací. Během 2. světové války byl zatčen za ilegální činnost a během Slovenského národního povstání byl předsedou Revolučního národního výboru v Dolnom Kubíně. Po skončení války se stal presidiálním šéfem pověřenectva (de facto ministerstva) dopravy, v letech 1945–1952 byl poslancem Slovenské národní rady, v letech 1946–1949 působil jako pověřenec dopravy a v letech 1949–1952 jako generální ředitel Československých drah.

## Tvorba
První literární díla publikoval ve studentských časopisech (Nový rod, Svojeť, Studentský časopis), knižně debutoval v roce 1927 sbírkou básní Horúci deň, kterou vydal vlastním nákladem. Ve svých dílech se věnoval sociálním tématům, využíval motivy odporu a vzpoury (jánošíkovské, partyzánské), psal protiválečné básně, ale zejména v závěru svého tvůrčího období se věnoval jak přírodní, tak i milostné a meditativní lyrice. Publikoval většinou časopisecky (DAV, Luk, Slovenské smery, Slovenské pohľady, Elán, Tvorba). Mnoho jeho děl zůstalo jen v rukopisné podobě. Kromě básní se pokoušel i o divadelní tvorbu. Psal veršovaná dramata a veselohry, ale i v tomto případě většina dodnes zůstala v rukopisné podobě.

## Dílo

### Básnické sbírky
- 1930 – Horúci deň
- 1942 – Valpurgina noc
- 1948 – Bol Váh čiernobiely
- 1955 – Básne a satiry
- 1972 – Valpurgina noc a iné

### Dramata
- 1926 – Pastieri
- 1939 – Klietka
- 1940 – Bezmenná komédia